# Alasana Manneh
Pour les articles homonymes, voir Manneh.
Alasana Manneh, né le 8 avril 1998 à Banjul en Gambie, est un footballeur international gambien qui évolue au poste de milieu central au Hibernian FC.

## Biographie

### En club
Né à Banjul en Gambie, Alasana Manneh est formé au Qatar, à l'Aspire Academy (en) avant de rejoindre le centre de formation du FC Barcelone.
Le 22 août 2017, Manneh est prêté au CE Sabadell, club évoluant alors en troisième division espagnole.
En janvier 2018 il est prêté en Bulgarie, à l'Etar Veliko Tarnovo. Il marque son premier but pour le club le 8 mars 2018, lors d'une rencontre de championnat face au CSKA Sofia. Titularisé, il marque le but égalisateur mais ne peut empêcher la défaite de son équipe par deux buts à un.
En juillet 2019, Manneh rejoint la Pologne en s'engageant librement avec le Górnik Zabrze. Il joue son premier match le 22 juillet 2019, lors de la première journée de la saison 2019-2020 d'Ekstraklasa, la première division polonaise, contre le Wisła Płock. Il est titularisé au poste de milieu offensif axial et remplacé par Łukasz Wolsztyński (en). Les deux équipes se neutralisent ce jour-là (1-1). Il inscrit son premier but lors de cette même saison, le 14 juillet 2020 face à l'Arka Gdynia. D'une frappe lointaine il permet à son équipe de s'imposer (1-2 score final).
Le 31 août 2022, lors du dernier jour du mercato estival, Alasana Manneh rejoint l'Odense BK. Il signe un contrat courant jusqu'en juin 2025.
Il joue son premier match pour l'Odense le 10 septembre 2022, lors d'une rencontre de championnat face au FC Copenhague. Il entre en jeu à la place de Jeppe Tverskov et son équipe s'impose par deux buts à un.
Le 28 janvier 2025, Alasana Manneh prend la direction de l'Écosse afin de signer en faveur du Hibernian FC pour un contrat de trois ans et demi, soit jusqu'en mai 2028.

### En équipe nationale
Alasana Manneh honore sa première sélection avec l'équipe nationale de Gambie face à la Zambie, le 30 mai 2016. Il entre en jeu lors de cette partie qui se solde par un match nul (0-0).